# محمد أمين الصبار
محمد أمين الصبار، (مواليد 14 أبريل 1992، آسفي)، لاعب كرة قدم مغربي. يلعب حاليا كمُدافع في نادي يوسفية برشيد المغربي.